# بیلی فیرهرست

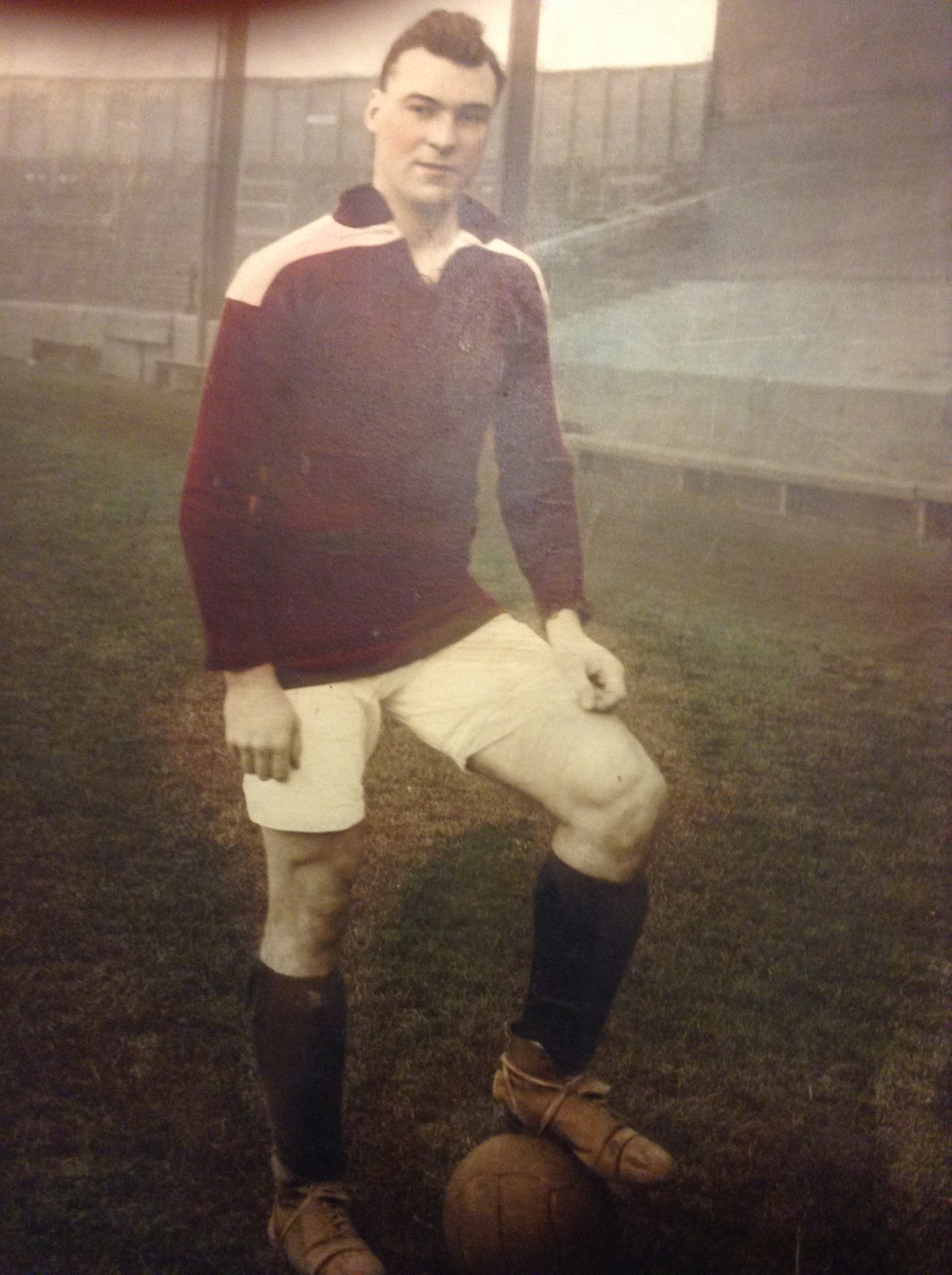
بیلی فیرهرست - ۱ ژانویه ۱۹۲۷

بیلی فیرهرست (انگلیسی: Billy Fairhurst; ۱ اکتبر ۱۹۰۲ – ۲۷ فوریهٔ ۱۹۷۹) بازیکن فوتبال اهل بریتانیا بود.
از باشگاه‌هایی که در آن بازی کرده‌است می‌توان به باشگاه فوتبال بلیث اسپارتانس، باشگاه فوتبال ترانمره راورز، باشگاه فوتبال هارتل پول یونایتد، باشگاه فوتبال نلسون، باشگاه فوتبال ساوتپورت، باشگاه فوتبال میدلزبرو، و باشگاه فوتبال نورث‌همپتون تاون اشاره کرد.